# ضربه آزاد

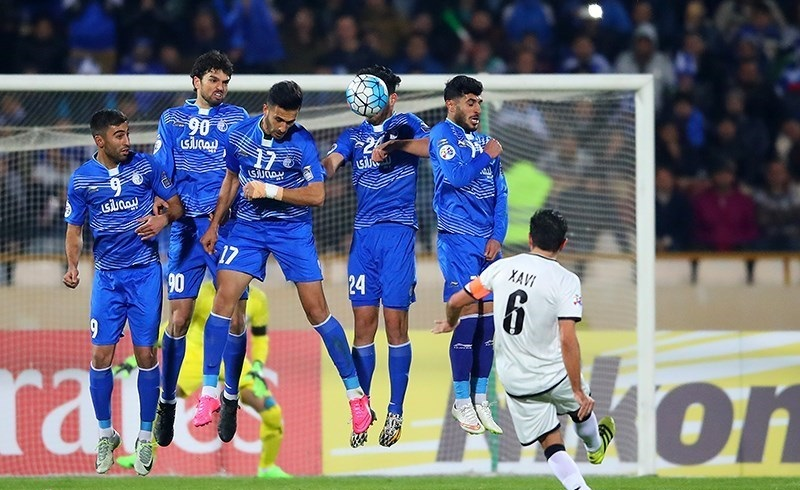
ژاوی در حال زدن یک ضربه آزاد مقابل استقلال

ضربه آزاد (انگلیسی: Free kick) که در ایران به آن ضربه ایستگاهی هم گفته می‌شود یک روش برای شروع مجدد بازی در فوتبال است و به عنوان مجازات تیمی که یکی از قوانین بازی را نقض کرده‌است به تیم مقابل اعطا می‌شود.

## ضربه آزاد مستقیم یا غیر مستقیم
ضربه آزاد ممکن است مستقیم یا غیر مستقیم باشد که وجوه تمایز آن‌ها موارد زیر است:
- ضربه آزاد مستقیم، می‌تواند بی‌واسطه منجر به ثمر رسیدن گل شود ولی ضربه آزاد غیرمستقیم باید با پاس آغاز شود.
- ضربه آزاد مستقیم معمولاً در جریمهٔ خطاهای جدی‌تر به حریف اعطا می‌شود ولی ضربه آزاد غیر مستقیم به نوعی شدت کمتری دارد.
- هیچ تیمی در محوطه جریمه نمی‌تواند صاحب ضربه آزاد مستقیم شود، چرا که وقوع خطاهایی که در سایر نقاط زمین منجر به ضربه آزاد مستقیم می‌شوند در محوطه جریمه منجر به پنالتی می‌شوند؛ اما ضربه آزاد غیر مستقیم ممکن است حتی درون محوطه جریمه هم گرفته شود.
- داوران ضربه آزاد غیر مستقیم را با بالای سر بردن بازو نشان می‌دهند.